# Juan Cantó Francés
Juan Cantó Francés, también conocido como Joan Cantó Francés (Alcoy, 1856 – Madrid, 1903) fue un compositor y pedagogo musical. Se le considera autor de la primera pieza compuesta especialmente para la fiesta de Moros y Cristianos de Alcoy.

## Biografía

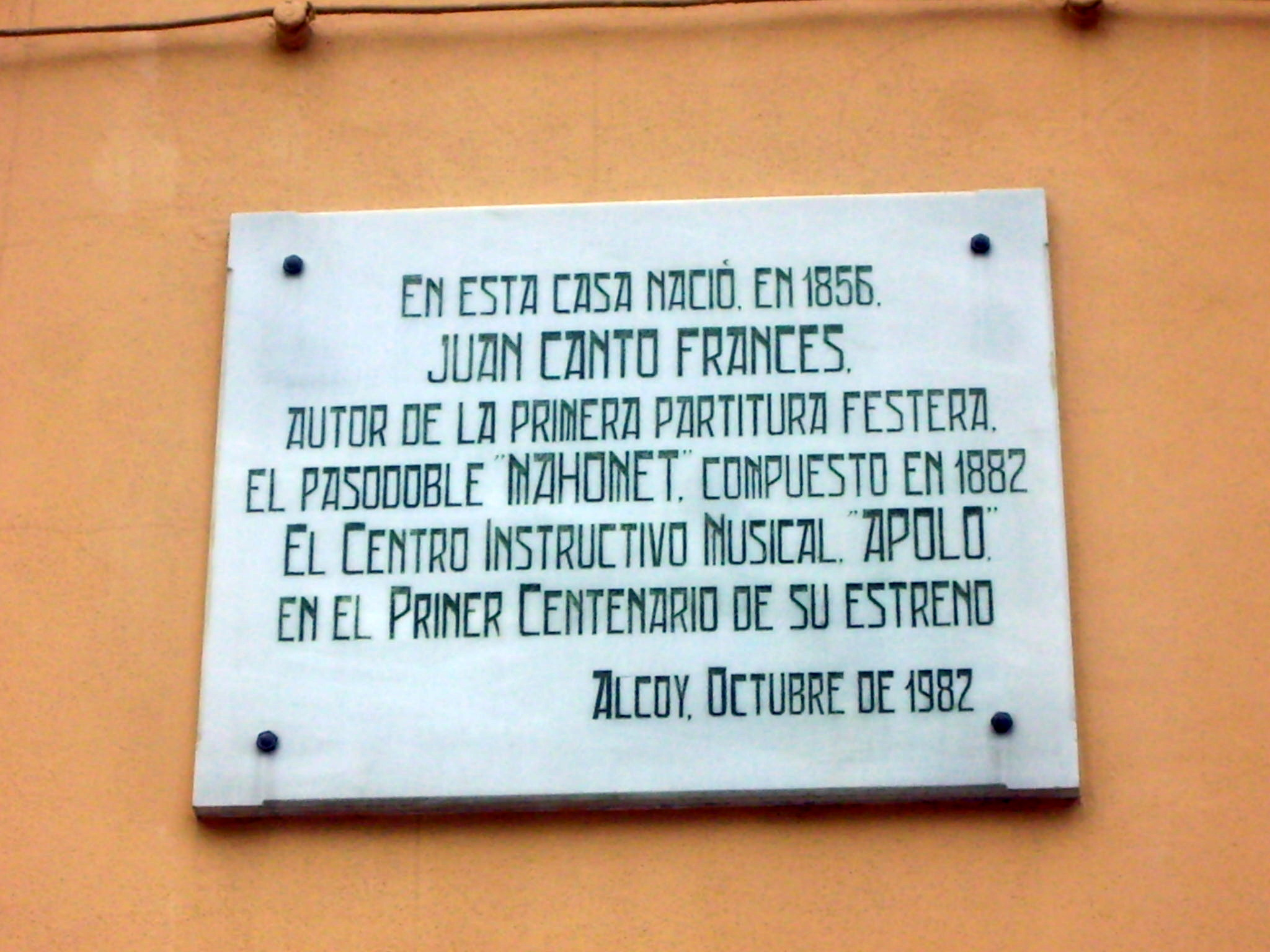
Placa conmemorativa a Joan Cantó

Juan Cantó Francés inició su formación musical con su padre, el músico Francisco Cantó. Becado por la diputación de Alicante, el 1876 se trasladó a Madrid, para estudiar con Emilio Arrieta en la Escuela Nacional de Música, donde obtuvo los primeros premios de armonía, composición y piano. Posteriormente, ganó la plaza de profesor de armonía del mismo Conservatorio, cargo donde continuaría hasta su muerte. Dos de sus discípulos fueron el pianista y compositor vasco Francisco Cotarelo Romanos y el compositor y director de orquesta Bartolomé Pérez Casas, futuro catedrático de armonía del Conservatorio.
Entre los reconocimientos que obtuvo destacan los cargos dedicados en diversas poblaciones, y el Conservatorio de Música y Danza Joan Cantó de Alcoy, que se asienta en un edificio histórico donde había vivido la familia Cantó. La Asociación de San Jorge de Alcoy le concedió el premio de música festera Joan Cantó Francés (2007, edición XLIV); entre los diversos músicos que lo han ganado están Josep Vicent Egea Insa en 1998 y José Manuel Mogino Martínez en 2004.
La casa natalicia del compositor alcoyano se encuentra en el edificio en la calle El Camí 1, en el centro histórico de Alcoy. Es un edificio de estilo modernista obra del arquitecto Timoteo Briet Montaud. En la planta baja se colocó en 1982 una placa conmemorativa que recuerda el nacimiento en 1856 del compositor.

## Obra
Fue considerado el autor del pasodoble Mahomet, que es considerada la obra más antigua hecha para los desfiles de Moros y cristianos. Compuso música sinfónica y religiosa: un Poema sinfónico, diversas misas, y otras obras para piano y para banda. También fue coautor de un método de solfeo estudiado en Madrid en 1897.
Listado de obras:
- Casa natal de Juan Cantó Andante Polonesa (1885), para banda.
- Apolo (1894), vals para piano.
- Aragón y Castilla (<1900), para orquesta.
- Mahomet (1882), pasodoble festero.
- Misa en do mayor a dos voces (1899), dedicada a la monja carmelita Constancia Cantó [2]
- El olvido (1877).
- El pardalot (1886), transcrito para banda por Camilo Pérez Laporta.
- Pequeñeces (c. 1895), canción para piano.
- Poema sinfónico (1892).
- Polonesa de concierto, para banda.
- Polaka de concierto, para piano.
- La risueña (1887).
- Rondó (1894), para piano.
- La rosa (1883), para voz y piano, letra de Carmelo Calvo Rodríguez.
- El rosal: Salutación a la Virgen, canción de Navidad con letra de Esteban de Zafra.
- Siempre bella (1893), polca.
- El turco (1892), pasodoble para banda.

## Enlaces
- Fotografía
- Fotografía i brevíssima biografía
- (enlace roto disponible en Internet Archive; véase el historial, la primera versión y la última).

- Datos: Q5948110